# 넷마블
넷마블(영어: Netmarble Corporation)는 대한민국의 온라인 게임 공급 기업이자 포털 사이트 운영사이다. 2011년에 주식회사 넷마블(구 넷마블게임즈)은 포털 사이트 넷마블을 만들었다.

## 역사
2000년 3월 방준혁 의장이 자본금 1억원과 직원 8명으로 넷마블을 설립하였다.
2004년 4월에 CJ그룹에 편입되어 CJ인터넷㈜으로 상호를 변경했다. 2004년 8월에는 CJ인터넷에서 운영했던 포털 사이트인 마이엠(MyM)의 일부 서비스를 인수했다. 2011년 3월 CJ E&M㈜으로 통합 합병되었고, 2011년 11월 17일 CJ게임즈(주)로 설립됐다. 2014년 8월 1일 CJ E&M의 사업부문을 물적 분할하여 CJ넷마블(주)을 설립했으며, 2014년 10월 1일 CJ넷마블을 합병 후 넷마블게임즈㈜를 설립하였다.
2015년 3900억원으로 엔씨소프트 자사주 8.9%를 샀고 엔씨소프트는 넷마블이 발행한 신주 9.8%를 3800억원에 인수했다. 이를 계기로 엔씨소프트의 판권을 따냈고, 〈리니지2 레볼루션〉이 탄생했다.
2017년 2월 캐나다 게임회사 카밤을 인수하였다. 2017년 5월 17일 넷마블게임즈가 유가증권시장(KOSPI)에 상장되었다.
2018년 2월 유상증자에서 500억원을 투자해 카카오게임즈 지분 5.64%를 보유하게 됐다. 2018년 3월 30일 넷마블 주식회사로 사명을 변경하였다. 2018년 4월 방준혁 의장과 친척인 방시혁 대표의 빅히트 엔터테인먼트 지분 25.71%를 확보하며 2대 주주가 됐다.
2020년 2월 코웨이 지분 25.51%(1조7400억원)를 보유한 최대주주가 됐다.
온라인 사이트는 2017년 5월 17일 IPO 주당 157,000원으로 2조 6,600억원의 자금을 조달하였다. 창업자인 방준혁 의장은 증시상장으로 단숨에 한국 10대 억만장자로 등극하였으며 킹오브파이터 IP 모바일게임 뿐만 아니라 메탈슬러그 IP를 활용한 메탈슬러그 모바일도 출시했어야했다.

### 넷마블 제작 애니메이션
- KBS 2TV
- 쿵야쿵야 제작 KBS 넷마블 (구) 서울무비
- 스톤에이지: 전설의 펫을 찻아서 제작 아이코닉스

## 게임종류

### RPG
- 세븐나이츠
- 세븐나이츠2
- 이데아
- KON
- 리니지2 레볼루션
- 스톤에이지
- 다크에덴
- 아스달 연대기
- 야채부락리
- 아르고
- 콜오브카오스
- 대항해시대 온라인 - 코에이
- 완미세계
- 드래곤볼온라인 - 엔티엘인크
- 군주온라인
- 징기스칸 온라인
- 드라고나
- A오즈
- 엘로아
- 스톤에이지 월드

### 액션·스포츠·FPS
- 넷마블 프로야구
- SD건담 캡슐파이터 - 소프트맥스
- 마구마구 - 애니파크
- 백발백중(서비스 종료)
- 차구차구
- 파이널샷
- 건즈 온라인 - 마이에트엔터테인먼트
- 그랜드체이스 - KOG
- 미니파이터 - 마블퀘스트, 익투스
- 엠스타 - 누리엔소프트
- 서유기전 - 엔엔지랩
- 아발론 - 위메이드
- 블러디헌터 - 스튜디오 위젯
- 카르마 리턴즈 - 드래곤플라이
- 당구/포켓볼 - 자체
- 미스틱 파이터 - 다담게임
- 그라운드제로 - 애니파크
- 슈퍼스타K - 초이락 게임즈
- 스페셜포스2 - 드래곤플라이
- 솔저오브포춘 - 드래곤플라이
- S2(에스투) - CJ게임랩
- 하운즈온라인 - CJ게임랩
- 이사만루2019 - 공게임즈(2020.3.31 서비스 종료)

### 고스톱
- 대박맞고
- 고스톱
- 플러스맞고
- 마작

### 포커
- 7포커
- 로우바둑이
- 뉴포커
- 맞포커
- 섯다
- 훌라

### 보드·캐주얼
- 넷마블 바둑
- 모두의 마블
- 사천성
- 캐릭쳇
- 아바타
- 캐치마인드
- 윷놀이
- 장기
- 퍼피레드
- 파워쿵쿵따
- 틀린 그림 찾기
- 리치마블
- 오목
- 파워알까기
- 배가세+
- 어썰트 기어
- 상하이
- BTS WORLD

### 웹 게임
- 풍운구검
- 대전략웹
- 미스터CEO
- 웹삼국지
- 천하쟁패
- B29
- 영웅세계
- 칠용전설2
- 칠용전설
- 봉신연의
- 무림영웅
- 천검영웅전
- 영웅서유기

### 기타
- 모바일게임
  - 일곱개의 대죄 Grand cross
  - 세븐나이츠 for kakao
  - 모두의마블 for kakao
  - 레이븐 with naver
  - 크로노 블레이드 with naver (현재 한국 출시 담당,제작은 nway)
  - 리벤져스 for kakao
  - 씨티엔 파이터 for kakao
  - 행복한 피아니스트 for kakao
  - 백발백중 for kakao
  - 펜타스톰 for kakao
  - MARVEL 퓨처파이트 with google plus and facebook
- 플래시게임
- 마블보이스
- 게임팩
- 마블박스

## 자회사 및 협력사
- CJ스포츠: CJ그룹 스포츠 마케팅 회사
  - OGN 엔투스: 프로게임단
- CJIG: CJ Internet Game Studio, 게임 제작사, 100% 지분보유
- AniPark: 게임 제작사, 51% 지분 보유
- CJ GAME Lap: 게임 제작사
- 씨드나인: 온라인 게임 개발 전문 업체, 53.01% 지분보유
- 미디어웹: 국내 최대 PC방 관리 프로그램(피카) 업체, 68.84% 지분 보유
- 하이브(구. 빅히트엔터테인먼트) : 24.87% 지분을 보유한 2대 주주이다.

### 온라인
- 넷마블네오
- 넷마블넥서스
- 넷마블엔투
- 넷마블앤파크
- 이데아게임즈
- 체리벅스
- 이츠게임즈
- 퍼니파우
- 포플랫

## 지분 구조
- 2020년 8월 6일 기준

1. 방준혁 (24.16%)
2. CJ E&M (21.82%)
3. 텐센트 (17.55%)
4. 엔씨소프트 (6.81%)
5. 기타 (29.66%)